# Federación de Fútbol de Uzbekistán
La Federación de Fútbol de Uzbekistán, UFF, (en uzbeko: O'zbekiston Futbol Federatsiyasi) es el organismo encargado de la organización del fútbol en la República de Uzbekistán, con sede en Taskent. Fue fundada en 1946 y se afilió a la FIFA y a la AFC en 1994, tras la independencia del país de la URSS. 
Se encarga de la organización de la liga y la Copa de Uzbekistán, así como los partidos de la selección de fútbol de Uzbekistán en sus distintas categorías.
Ha ganado el Premio Fair Play de la FIFA en el  FIFA Balón de Oro 2012